# Enmetena

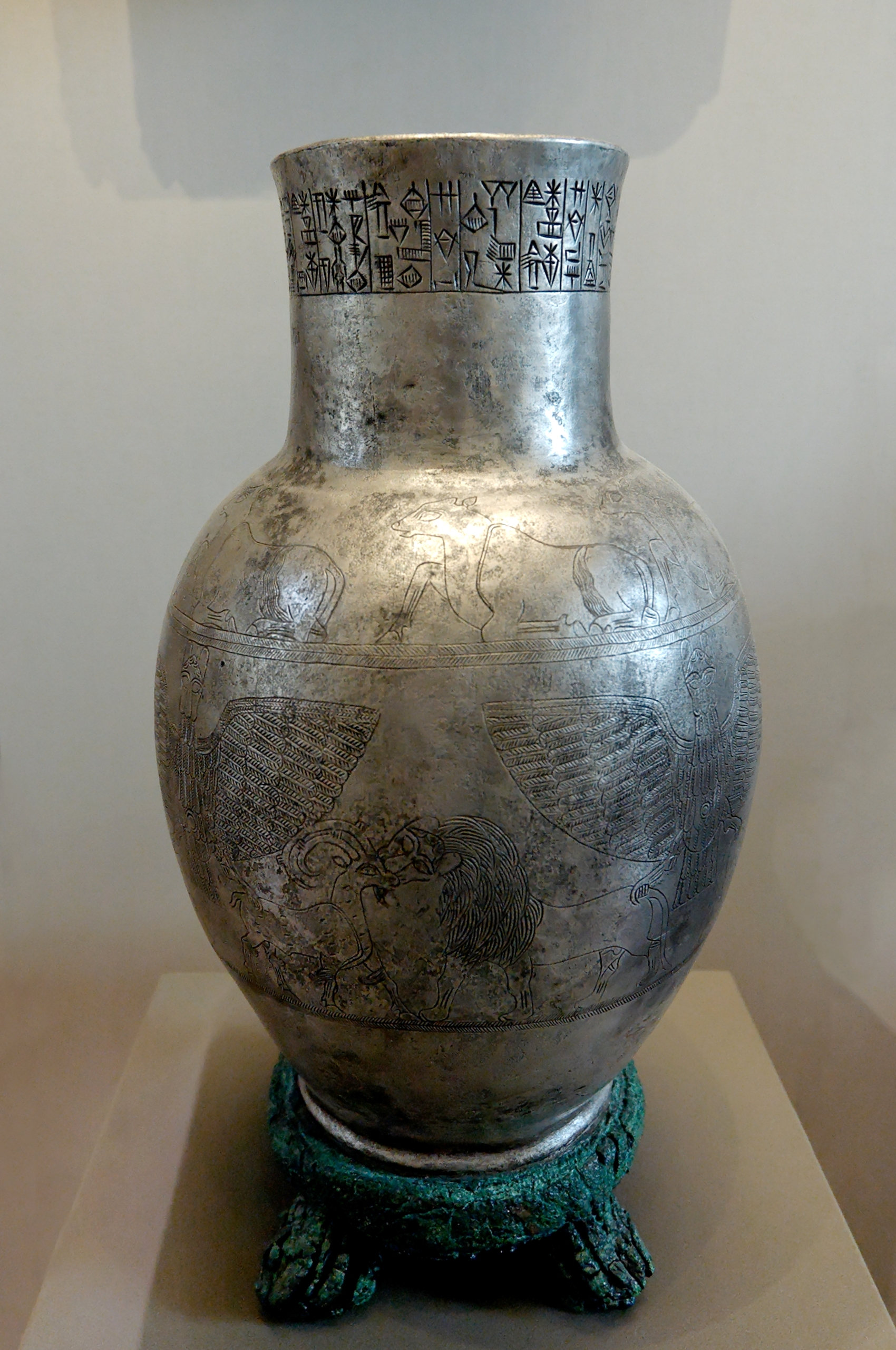
Srebrna waza Enmeteny dedykowana przez niego bogu Ningirsu; znaleziona w Girsu (ob. Telloh) - zbiory Luwru (AO 2674).

Enmetena (odczytywane wcześniej Entemena) – sumeryjski władca miasta-państwa Lagasz, panujący ok. 2450 r. p.n.e.; syn Enanatuma I, ojciec Enanatuma II. Pokonał Ur-Lummę, króla sąsiedniego miasta-państwa Umma, przywracając ustalony wcześniej przebieg granicy między obu miastami. W swych inskrypcjach przedstawia siebie jako wielkiego budowniczego, wznoszącego liczne świątynie i inne budowle. Jego największym przedsięwzięciem budowlanym była budowa kanału łączącego Eufrat z Tygrysem. Wydał dekret uwalniający ludność od długów. W Girsu (obecne Telloh w Iraku) odkryto srebrną wazę z inskrypcją wotywną Enmeteny oraz posąg tego władcy. Wszystko to zdaje się wskazywać, iż za czasów jego panowania miasto-państwo Lagasz przeżywało okres prosperity i rozwoju, 

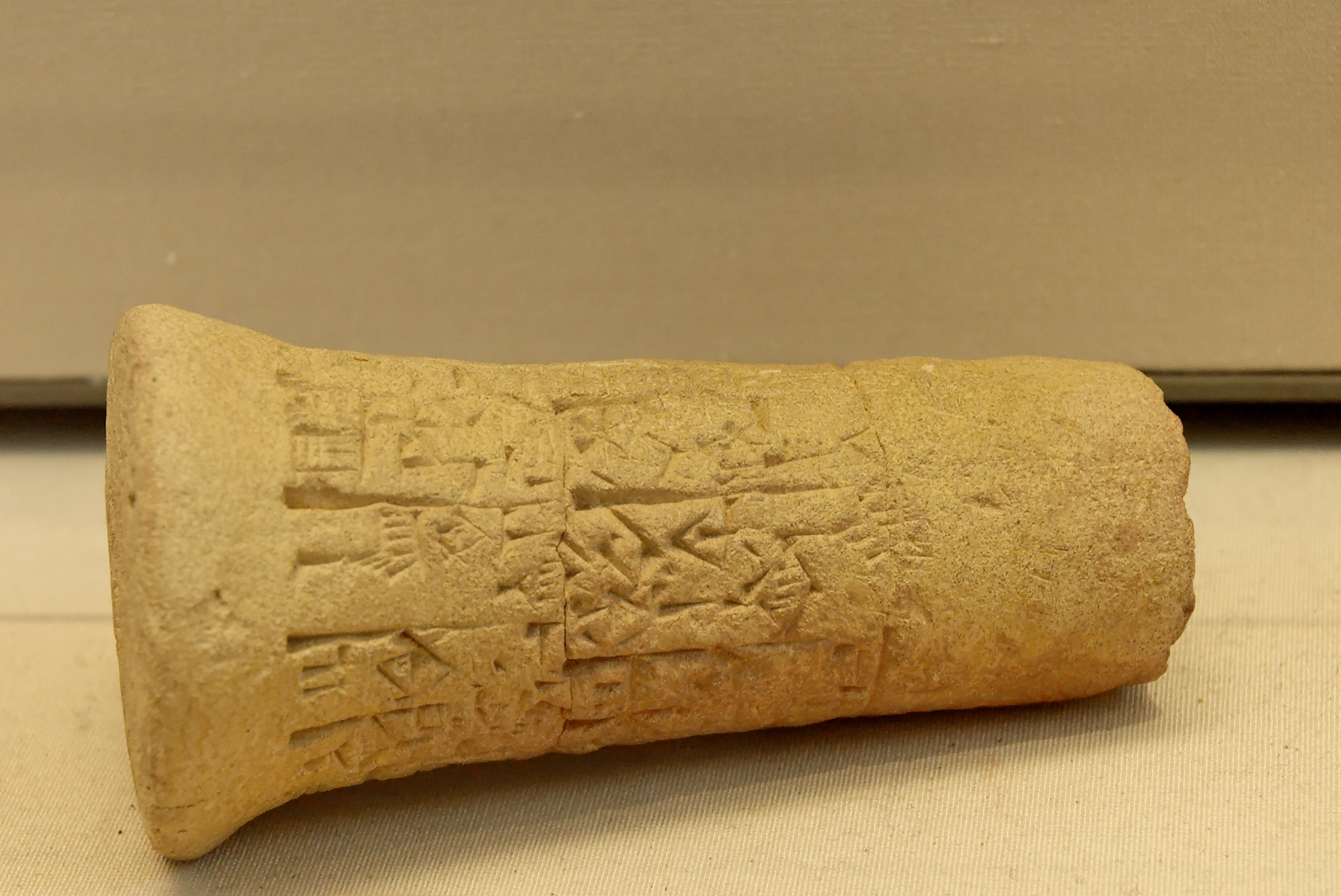
Tzw. „gwóźdź fundacyjny” z inskrypcją Enmeteny. Fragment tejże inskrypcji mówi o traktacie pokojowym zawartym pomiędzy Enmeteną z Lagasz a Lugalkiniszedudu z Ummy: „To były te dni, w których Enmetena, władca Lagasz, i Lugalkiniszedudu, władca Ummy, zawarli braterstwo”. Znaleziony w Girsu (ob. Telloh), zbiory Luwru (AO 22954).